# Erling Knudtzon
Erling Knudtzon (Oslo, 15 dicembre 1988) è un calciatore norvegese, attaccante svincolato.

## Carriera

### Club

#### Ullern e Lyn Oslo
Knudtzon iniziò la carriera nell'Ullern, squadra per cui militò dal 2004 al 2006. Dal 2007, infatti, si trasferì al Lyn Oslo: debuttò ufficialmente il 14 aprile dello stesso anno, nel match di Eliteserien in cui la sua squadra perse per 3-1 in casa del Fredrikstad (subentrò a Tomasz Sokolowski). Il 28 maggio 2007 andò a segno nel successo per 4-3 del Lyn sul Tromsø, in quella che fu la prima delle sue marcature nella massima divisione norvegese. Con la squadra di Oslo collezionò 77 presenze e 5 reti in tre stagioni.

#### Lillestrøm
Il 1º febbraio 2010 firmò un contratto triennale con il Lillestrøm, riunendosi con il suo vecchio allenatore Henning Berg. Esordì con la nuova squadra il 14 marzo, giorno della sconfitta del club in casa dell'Aalesund per 3-0. Realizzò la prima rete il 10 aprile 2011, nel pareggio per 4-4 contro il Rosenborg. Il 9 luglio 2012 siglò la prima doppietta, nella vittoria per 3-4 sul campo del Fredrikstad.
Nella stagione 2017, ha contribuito alla vittoria finale del Norgesmesterskapet da parte del suo Lillestrøm.

#### Molde
Il 17 luglio 2018, il Molde ha reso noto l'ingaggio di Knudtzon, che ha firmato un contratto triennale valido a partire dal 1º gennaio 2019.

### Nazionale
Il 30 maggio 2007 esordì per la Norvegia under 17: sostituì infatti Jonathan Parr nella sconfitta per 1-2 contro l'Azerbaigian under 17. Il 4 giugno dello stesso anno realizzò una rete ai danni della Spagna under 17, ma gli iberici si imposero per 2-5.
Il 22 agosto 2007 debuttò per la Norvegia under 21: fu infatti titolare nella sconfitta per 0-2 contro la Danimarca under 21.

## Statistiche

### Presenze e reti nei club
Statistiche aggiornate al 4 aprile 2021.
| Stagione          | Club              | Campionato        | Campionato | Campionato | Coppe nazionali | Coppe nazionali | Coppe nazionali | Coppe continentali | Coppe continentali | Coppe continentali | Supercoppe | Supercoppe | Supercoppe | Totale | Totale |
| Stagione          | Club              | Comp              | Pres       | Reti       | Comp            | Pres            | Reti            | Comp               | Pres               | Reti               | Comp       | Pres       | Reti       | Pres   | Reti   |
| ----------------- | ----------------- | ----------------- | ---------- | ---------- | --------------- | --------------- | --------------- | ------------------ | ------------------ | ------------------ | ---------- | ---------- | ---------- | ------ | ------ |
| 2007              | Lyn Oslo          | ES                | 20         | 3          | CN              | 5               | 0               | -                  | -                  | -                  | -          | -          | -          | 25     | 3      |
| 2008              | Lyn Oslo          | ES                | 19         | 0          | CN              | 3               | 0               | -                  | -                  | -                  | -          | -          | -          | 22     | 0      |
| 2009              | Lyn Oslo          | ES                | 27         | 1          | CN              | 3               | 1               | -                  | -                  | -                  | -          | -          | -          | 30     | 2      |
| Totale Lyn Oslo   | Totale Lyn Oslo   | Totale Lyn Oslo   | 66         | 4          |                 | 11              | 1               |                    | -                  | -                  |            | -          | -          | 77     | 5      |
| 2010              | Lillestrøm        | ES                | 23         | 0          | CN              | 1               | 0               | -                  | -                  | -                  | -          | -          | -          | 24     | 0      |
| 2011              | Lillestrøm        | ES                | 21         | 2          | CN              | 2               | 0               | -                  | -                  | -                  | -          | -          | -          | 23     | 2      |
| 2012              | Lillestrøm        | ES                | 29         | 8          | CN              | 4               | 1               | -                  | -                  | -                  | -          | -          | -          | 33     | 9      |
| 2013              | Lillestrøm        | ES                | 23         | 2          | CN              | 5               | 0               | -                  | -                  | -                  | -          | -          | -          | 28     | 2      |
| 2014              | Lillestrøm        | ES                | 27         | 6          | CN              | 4               | 1               | -                  | -                  | -                  | -          | -          | -          | 31     | 7      |
| 2015              | Lillestrøm        | ES                | 29         | 10         | CN              | 2               | 0               | -                  | -                  | -                  | -          | -          | -          | 31     | 10     |
| 2016              | Lillestrøm        | ES                | 27         | 5          | CN              | 1               | 0               | -                  | -                  | -                  | -          | -          | -          | 28     | 5      |
| 2017              | Lillestrøm        | ES                | 29         | 8          | CN              | 5               | 1               | -                  | -                  | -                  | -          | -          | -          | 34     | 9      |
| 2018              | Lillestrøm        | ES                | 23         | 1          | CN              | 3               | 0               | UEL                | 2                  | 0                  | SN         | 1          | 0          | 29     | 1      |
| Totale Lillestrøm | Totale Lillestrøm | Totale Lillestrøm | 231        | 42         |                 | 27              | 3               |                    | 2                  | 0                  |            | 1          | 0          | 261    | 45     |
| 2019              | Molde             | ES                | 20         | 4          | CN              | 2               | 0               | UEL                | 7                  | 1                  | -          | -          | -          | 29     | 5      |
| 2020              | Molde             | ES                | 27         | 2          |                 |                 |                 | UCL+UEL            | 5+9                | 1+0                | -          | -          | -          | 41     | 3      |
| Totale Molde      | Totale Molde      | Totale Molde      | 47         | 6          |                 | 2               | 0               |                    | 21                 | 2                  |            | -          | -          | 70     | 8      |
| Totale carriera   | Totale carriera   | Totale carriera   | 344        | 52         |                 | 40              | 4               |                    | 23                 | 2                  |            | -          | -          | 408    | 58     |

## Palmarès

### Club

#### Competizioni nazionali
- Campionato norvegese: 1

Molde: 2019
- Coppa di Norvegia: 3

Lillestrøm: 2017
Molde: 2021-2022, 2023